# Billbergia seidelii
Billbergia seidelii är en gräsväxtart som beskrevs av Lyman Bradford Smith och Raulino Reitz. Billbergia seidelii ingår i släktet Billbergia och familjen Bromeliaceae. Inga underarter finns listade i Catalogue of Life.